# ۳۶۰ (ترانه)
«۳۶۰» ترانه‌ای از خوانندهٔ انگلیسی چارلی ایکس‌سی‌ایکس می‌باشد که در ۱۰ مهٔ سال ۲۰۲۴ از سوی آتلانتیک رکوردز به‌عنوان دومین تک‌آهنگ از ششمین آلبوم استودیویی وی تحت عنوان لوس منتشر گردید.

## ریمیکس روبین و یانگ لین
تهیه‌کننده پاتریک برگر در ۱۷ فوریهٔ سال ۲۰۲۳ عکسی در اینستاگرام ارسال کرد که جلسه‌ای در استودیو با چارلی و خوانندهٔ سوئدی روبین را نشان می‌داد. وقتی در با اندی کوهن به‌صورت زنده چه اتفاقی می‌افتد را تماشا کنید از چارلی درمورد عکس پرسیدند وی تجربه کار کردن با این دو را «متحیر کننده» توصیف نمود و به احتمال منتشر شدن همکاری قبل از انتشار لوس نیز اشاره کرد.